# Pico Sacajawea
O pico  é uma montanha no Oregon. Tem 2999 m de altitude, 1944 m de proeminência topográfica, e situa-se na Floresta Nacional Wallowa-Whitman. É o ponto mais alto das Montanhas Wallowa e a sexta montanha mais alta do Oregon.
O seu nome é uma homenagem à ameríndia Sacagawea, que participou na Expedição de Lewis e Clark .